# Lars Hörmander
Lars Valter Hörmander, född 24 januari 1931 i Mjällby på Listerlandet i Blekinge, död 25 november 2012 i Lund, var en svensk matematiker.

## Biografi
Lars Hörmander var son till folkskolläraren Armand Jönsson och dennes hustru Alma Jönsson (född Christiansson) och bror till Olof Hörmander. Han blev filosofie magister 1950, filosofie licentiat 1951 och disputerade 1955 för filosofie doktorsgraden i Lund. Han var elev till de framstående matematikerna Marcel Riesz och Lars Gårding. Hörmander blev docent i Lund 1955, var professor i matematik vid Stockholms högskola respektive universitet 1957–1964, professor vid Stanford University 1963–1964, vid Institute for Advanced Study vid Princeton University 1964–1968 och professor i Lund från 1968.
Hörmander utvecklade den allmänna teorin för linjära partiella differentialekvationer. Hörmander belönades 1962 med Fieldsmedaljen, 1988 med Wolfpriset i matematik (delat med Friedrich Hirzebruch) och 2006 med Steelepriset.
Hörmander blev 1968 ledamot av Kungliga Vetenskapsakademien, 1969 ledamot av Danske Videnskabernes Selskab och samma år i Kungliga Fysiografiska Sällskapet.